# Барбор, Джон
Джон Барбор (англ. John Barbour; ок. 1320 — 13 марта 1395, Абердин) — архидьякон, национальный поэт Шотландии, основоположник литературы на  шотландском языке (Scots).

## Биография
Точные дата и место рождения неизвестны, около 1320 года, возможно, в окрестностях Абердина. Похоронен в Соборе Святого Махара в Старом Абердине. 
В 1357—1395 годах был архидиаконом Абердинского епископства. Наиболее известное его произведение — историческая поэма «Брюс», посвященная королю Роберту Брюсу и являющаяся первым и одним из важнейших памятников на шотландском языке. За эту поэму он был вознагражден десятью шотландскими фунтами.